# Karl-Günther Heimsoth
Karl-Günther Heimsoth, también como Karl-Guenter Heimsoth (Charlottenburg, 4 de diciembre de 1899 - Berlín, julio de 1934), fue un médico, publicista y político alemán.

## Vida y obra

### Primeros años y estudios (1919 a 1924)
Karl-Günther Heimsoth era hijo de un asesor del tribunal mercantil y director de banco. Su juventud la pasó en Dortmund, donde en junio de 1917 aprobó un abitur, prueba de madurez temporalmente simplificada a causa de la I Guerra Mundial. Seguidamente entró en el ejército prusiano y hasta finales de 1918 participó en la I Guerra Mundial, siendo desplegado en el Frente Occidental −al final, con el rango de lugarteniente.
En el semestre de verano de 1919, Heimsoth comenzó sus estudios de Medicina en la Universidad de Tubinga. Siguió con su formación clínica en Múnich, Kiel y Rostock. En Rostock realizó su examen estatal para ejercer la medicina en primavera de 1924. Durante sus estudios, participó en 1920 y 1921 en el Levantamiento del Ruhr, las luchas en Turingia y los levantamientos en Silesia Superior como parte de un Freikorps.
Entre agosto y noviembre de 1924 Heimsoth escribió en Rostock su tesis doctoral con el título Hetero- und Homophilie («Hetero y homofilia») y estaba dedicado a la homosexualidad. Con esta obra, Heimsoth era probablemente el primero en introducir el término «homofilia» en la Sexología.
La tesis defendía que en determinadas relaciones eróticas y amistosas existen determinadas normas en las que se busca y desea «lo igual». Esta «homofilia» puede aparecer tanto en relaciones entre hombres como entre mujeres. En oposición, Heimsoth vio la «heterofilia» como una relación caracterizada por «lo contrario»; así también consideraba dentro de la heterofilia las relaciones entre un hombre «afeminado» y uno «masculino». Sus interpretaciones de la homosexualidad y la amistad masculinas se basaban en ideas anteriores, como las desarrolladas en 1903 por Otto Weininger en Geschlecht und Charakter (Sexo y carácter) y en 1919 por Hans Blüher en Die Rolle der Erotik in der männlichen Gesellschaft («El papel del erotismo en la sociedad masculina»). Las reflexiones de Heimsoth comienzan con la teoría de Blüher sobre el significado central de la erótica entre hombres para la sociedad. De Weininger, Heimsoth tomó la «ley de la unión polar» como impulso de la unión sexual y la completó con una segunda «ley de la unión homopolar». Básicamente trataba de demostrar que un hombre masculino podía desear a otro hombre masculino, porque existían vínculos esotéricos y de amistad en los que no se deseaba ni se buscaba al otro sexo, sino al propio, como polo contrario.

### Activista y publicista en laRepública de Weimar(1924 a 1928)
Tras conseguir el doctorado, Heimsoth trabajó de prácticas en la Clínica Ginecológica Universitaria de Kiel. A la vez, se convirtió en un «activista del movimiento de emancipación homosexual», pero se distanció del Comité Científico Humanitario que se había formado en torno a Magnus Hirschfeld, ya que consideraba que las teorías defendidas por el Comité sobre el «tercer sexo» eran erróneas. En su escrito «Freundesliebe oder Homosexualität» («Amor entre amigos u homosexualidad»), publicado en la revista Der Eigene de Adolf Brand en 1925, se mostraba el antisemitismo de Heimsoth: «Todo amor heroico y masculino entre amigos» permanece, «en su idea y posibilidades de comprensión[,] extraño al espíritu judío». El ideal de Heimsoth era el de un hombre entero, viril y ario. Las amistades homoeróticas entre hombres debían servir de nexo del «obersten Machtaufgebot» (llamamiento superior del poder). Heimsoth creía poder encontrar ejemplos de ese tipo de héroes masculinos entre los soldados de la I Guerra Mundial y entre los ambientes del Freicorps, tal como se puede extraer de una publicación suya de 1925 en la revista Der Eigene: en ella pedía el envío de documentación para poder demostrar las «circunstancias y relaciones homoeróticas en las formaciones de Kampfwagen y sociedades secretas» y deseaba conseguir material «sobre el heroísmo, el heroico problema del líder y la psique del voluntario, de los desesperados, de los lansquenetes, los miembros del Freikorps y de las sociedades secretas».
De 1925 a 1928 aprendió astrología con el capitán de fragata Friedrich Schwickert en Viena. La publicación Charakter-Konstellation: Mit besonderer Berücksichtigung der Gleichgeschlechtlichkeit (1929; «Constelación del carácter: teniendo en cuenta especialmente la homosexualidad») de Heimsoth está dedicada a Schwickert. En la obra trata de unir psicología y astrología y crear un esquema para determinar el grado de la homosexualidad de una persona tomando como base la constelación de las estrellas en el momento de su nacimiento.

### Relación con Röhm (1928 a 1934)
En 1928 se dirigió por carta a Ernst Röhm. Röhm, condenado por traición tras su participación en el Putsch de Múnich, se había peleado con Hitler. Pasajes del libro de Röhm Geschichte eines Hochverräters, publicado en 1928, fueron leídos por Heimsoth como un reconocimiento entre líneas de la homosexualidad del autor. En ese momento se estaba discutiendo en el parlamento una reforma del artículo 175, donde el partido nazi exigía una persecución más acentuada de los homosexuales, y parece ser que Heimsoth quería convencer a Röhm, un nazi conocido, de que se posicionara en contra del §175 de forma clara. Röhm confirmó las suposiciones de Heimsoth:

Sie haben mich voll verstanden! Natürlich kämpfe ich mit dem Absatz über Moral vor allem gegen den §175. Sie meinen aber nicht deutlich genug? Ich hatte im ersten Entwurf eine nähere Ausführung über das Thema; habe es aber auf den Rat von Freunden, die sich von dieser Art zu schreiben, mehr Wirkung versprechen, in die jetzige Fassung geändert.
¡Me ha entendido completamente! Naturalmente lucho con el párrafo sobre la moral, sobre todo con el §175. ¿Pero usted quiere decir que no lo hago de forma suficientemente clara? En el primer borrador había introducido una aclaración más detallada sobre el tema; pero lo modifiqué a su versión actual tras escuchar el consejo de amigos, que creen que este tipo de escritura es más efectiva.
Carta de Röhms a Heimsoth del 3 de diciembre de 1928

Röhm y Heimsoth se conocieron personalmente en 1928. De cartas posteriores de Röhm, se puede deducir que tuvieron conversaciones sobre temas muy personales y fueron juntos a lugares de encuentro de gays en Berlín. Heimsoth depositó posteriormente las cartas de Röhm en la caja fuerte de un abogado. En 1930 Röhm asumió la jefatura de las SA. A partir de abril de 1930, la fiscalía de Múnich investigaba a Röhm por «fornicación contranatura». El 10 de julio de 1931 la policía de Berlín requisaba las cartas de Röhm en un registro de su casa; Heimsoth fue interrogado. Hacia finales de 1931 y principios de 1932, el secretario de estado de Interior de Prusia, Wilhelm Abegg, informó al publicista socialdemócrata Helmuth Klotz de la existencia de las cartas. Junto con amplio informe de prensa, Klotz publicó las cartas en marzo de 1932.
En la época de la correspondencia con Röhm, parece ser que Heimsoth era miembro del NSDAP. Según Otto Strasser, Heimsoth fue en los años siguientes no sólo un miembro activo del partido nazi, sino un «nacionasocialista ardiente». En 1930 se unió al Kampfgemeinschaft Revolutionärer Nationalsozialisten (KGRNS), un grupo liderado por Strasser que se había separado del NSDAP, y ese mismo año pasó a llevar la «Oficina para el estudio de la política exterior», además de pertenecer al Reichsführerrat («Consejo del caudillo del reino») del KGRNS. Entre Strasser –que pertenecía al ala «izquierda» del NSDAP– y Hitler había habido anteriormente diferencias por la política seguida por este último en cuestiones de legalidad. Strasser avisó en junio de 1931 a la policía sobre la existencia de las cartas de Röhm. Heimsoth se dio de baja del KGRNS en agosto de 1931; en septiembre llamó al KGRNS una «reserva de gobierno fascista» y les acusó de no ser el resultado de una discusión política, sino de motivos personales.
Heimsoth se unió al grupo nacionalista del Partido Comunista de Alemania, el KPD, en torno a Beppo Römer. Perteneció a la Comisión Directiva (Leiko) del Aufbruch-Arbeitskreise (AAK) en torno a la revista Aufbruch publicada por Römer. El AAK era un intento del KPD de ganar a círculos de intelectuales y oficiales militares como aliados en su lucha contra el nazismo. Heimsoth era además informador del aparato politicomilitar del KPD, del servicio secreto del partido bajo las órdenes de Hans Kippenberger.
Tras la Machtergreifung, la toma de poder nazi, Heimsoth siguió dando información al servicio secreto del KPD. Un informe de septiembre de 1933 de la Gestapo señala un continuado contacto con Beppo Römer. A principios de julio de 1934, Heimsoth fue asesinado de un disparo por un comando de las SS en Berlín, como parte de la purga realizada durante la llamada Noche de los cuchillos largos, en la que Hitler se deshizo de enemigos políticos reales o imaginados. Ernst Jünger, un escritor cercano al nazismo, comentó posteriormente el asesinato diciendo que Heimsoth «mantenía una consulta de dudosa reputación en la Wittenbergplatz, una auténtica trampa. Al igual que el vidente Hanussen, estaba lleno de peligrosos secretos y fue uno de los primeros en ser liquidado.»
El escritor Hanns Heinz Ewers usó en su novela de 1931, Reiter in deutscher Nacht («Caballeros de la noche alemana»), sobre el Freikorps, informaciones provenientes de Heimsoth. Se reconoce a Heimsoth en el personaje del lugarteniente homosexual Detlev Hinrichsen.

## Escritos
- Hetero- und Homophilie. Eine neuorientierende An- und Einordnung der Erscheinungsbilder, der „Homosexualität“ und der „Inversion“ in Berücksichtigung der sogenannten "normalen Freundschaft" auf Grund der zwei verschiedenen erotischen Anziehungsgesetze und der bisexuellen Grundeinstellung des Mannes, Dortmund 1924. (Dissertation)
- Charakter-Konstellation. Mit besonderer Berücksichtigung der Gleichgeschlechtlichkeit, München 1928.
- Freikorps greift an! Militärpolitische Geschichte und Kritik der Angriffs-Unternehmen in Oberschlesien 1921, Berlín 1930.